# Tatakoto
Tatakoto is een atol dat behoort tot de Tuamotueilanden die weer deel uitmaken van Frans-Polynesië. Het is ellipsvormig en ongeveer 14 km lang en 3,5 km breed en heeft een landoppervlak van 7,3 km². Tumukuru is de voornaamste nederzetting op het eiland. Het eiland is een zelfstandige gemeente (commune).

## Geografie
Het atol ligt 1182 km ten oosten van Tahiti, het dichtst bij gelegen atol is Pukarua dat 170 km ten zuidoosten ligt. De lagune heeft een oppervlakte van 20 km² en er is geen bevaarbare doorgang naar zee. In 2017 woonde er 265 mensen, voornamelijk is de nederzetting Tumukuru in het westen van het eiland. 

## Economie
Bij de nederzetting is ook een start- en landingsbaan van 1200 meter lengte. Volgens cijfers uit 2019 werden jaarlijks gemiddeld 140 vluchten uitgevoerd en 2500 passagiers vervoerd. Verder is er zowel aan de zeekant als aan de kant van de lagune een betonnen loswal. Traditioneel was het maken van kopra de voornaamste economische activiteit. Het noordelijke gelegen deel van het eiland is in regelmatige patronen beplant met kokospalmen (zie Google Earth 2016). Sinds 2001 is de kweek van bijzondere soorten doopvontschelpen zoals de soort Tridacna maxima  ten behoeve van aquariumhouders in Azië en Europa steeds belangrijker geworden.

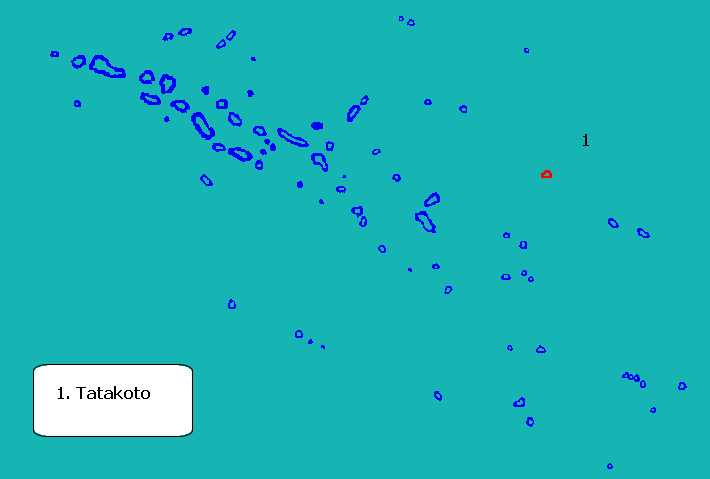
Ligging van Tatakoto binnen de archipel

## Ecologie
Er komen 41 vogelsoorten voor en zeven soorten van de Rode Lijst van de IUCN waaronder de met uitsterven bedreigde hendersonstormvogel (Pterodroma atrata), het witkeelstormvogeltje (Nesofregetta fuliginosa) en de endemische tuamotukarekiet (Acrocephalus atyphus).